# 우미 (삼국지)
우미(于糜, 于麋, ? ~ ?)는 중국 후한 말 유요 휘하의 무장이다. 원술군을 상대로 선전했으나 결국 손책을 저지하지 못했다.

## 생애
양주자사 유요를 섬겼다. 194년(흥평 원년), 유요는 원술이 임명한 단양태수 오경과 단양도위(丹陽都尉) 손분을 쫓아냈다. 오경과 손분은 구강군 역양현(歷陽縣)으로 물러났고, 유요는 그 동쪽인 횡강진(橫江津)에 번능과 우미를, 당리구(當利口)엔 장영을 주둔시켜 원술에 대적하였다. 원술은 낭야국 사람 혜구(惠衢)를 양주자사로, 오경을 독군중랑장(督軍中郞將)으로 삼아 손분과 함께 장영 등을 공격하게 했다. 우미 등은 1년여를 막아냈다. 195년, 손분, 오경에게 합류한 손책에게 격파당했다. 손책은 장강을 건너 우저(牛渚)를 손에 넣고 말릉성(秣陵城)으로 진격하였다. 말릉을 지키던 설례는 번능, 우미 등과 함께 우저를 탈환했다가 되돌아온 손책에게 패해 남녀 만여 명이 사로잡혔다. 이후로는 기록이 없다.

## 삼국지연의
사서가 아닌 소설 《삼국지연의》에서는 제15회에 손책에게 소패왕(小霸王)이란 캐릭터를 부여하는 장면에서만 등장한다. 손책이 말릉으로 진공하자 유요와 착융이 우저를 수복한다. 회군한 손책에 맞서 우미가 출전하는데 3합이 안 되어 생포당한다. 손책은 우미를 데리고 진영으로 회귀한다. 번능이 그 뒤를 쫓다가 손책이 크게 외친 한마디[대갈일성, 大喝一聲]에 놀라 낙마하여 머리가 찧여 죽는다. 손책이 돌아와서야 우미도 이미 겨드랑이에 끼여 죽은 것을 발견한다. 삽시간에 한 장수는 조여서, 또 다른 장수는 고함쳐 죽이니 사람들이 소패왕이라 부르게 된다.

## 참고 문헌
- 《삼국지》46권 오서 제1 손파로토역전 손책전